# Exochus rufator
Exochus rufator là một loài tò vò trong họ Ichneumonidae.